# José María Baquero Vidal
José María Baquero Vidal, nació en Barcelona, provincia de Barcelona en 1861, murió en Madrid, provincia de Madrid en 1905. Fue un jugador de ajedrez y problemista español, uno de los más fuertes jugadores de Cataluña de finales del siglo XIX. Fue amigo y maestro de José Paluzíe y Lucena.

## Biografía
Estuvo vinculado a los inicios del ajedrez en la ciudad de Barcelona, fue uno de los aficionados que a partir del año 1860, junto con otros entusiastas del ajedrez como Eusebio Riú Canal y Carles Bosch de la Trinxeria, constituyeron un Círculo de ajedrez del Café del Recreo, en la calle de Escudellers. El 1877 jugaba al ajedrez a la sociedad ajedrecística o Círculo constituida de facto en el número 10 de la Plaza Real. Algunos años después, el Círculo de la Plaza Real se disolvió, y Baquero y otros aficionados acabaron en 1891 en el Café Inglés, de calle de Ferrán, lugar donde se iniciaron en el ajedrez dos de los personajes más relevantes por el ajedrez catalán de principios del siglo XX, el barcelonés Valentín Marín Llovet y el mallorquín Juan Capó González. Baquero era también habitual de las tertulias de ajedrez que se hacían al Café de la Alhambra en la Rambla de Cataluña, y el Café Múnich en la Plaza de Cataluña.

## Resultados destacados en competición
Fue uno de los jugadores de ajedrez españoles más fuertes en la segunda mitad del siglo XIX. En 1891 en Barcelona venció a Vicente Martínez de Carvajal en un encuentro (+9, -5 = 0), celebrado con motivo de la visita de Carvajal, que venía de Almería, hizo a la ciudad y en la que venció todos los rivales excepto Baquero.